# VEE
VEE（ヴィー）とは、ソニー・ミュージックエンタテインメントによるVTuberの育成&マネジメントプロジェクトである。

## 概要
ソニー・ミュージックエンタテインメントがVTuberのプロジェクトとして立ち上げた。2021年7月に「VEEバーチャルタレントオーディション」を開催し、合格者の5名を「Dev-a」として2022年5月にデビューさせた。6月には「Dev-b」、8月に「Dev-c」、10月に「Dev-d」がデビューした。
プロデューサーは、映像制作同人サークル「南方研究所」のメンバーであった渡辺タスク。理念として、「配信や動画制作のみならず、音楽、お芝居、その他の創作活動など、タレント個々が抱いている“夢”を実現するための活動」として掲げている。

## 沿革

### 2021年
- 7月 - 「VEEバーチャルタレントオーディション」を開催。

### 2022年
- 5月 - 「Dev-a」がデビュー。広報スタッフの華灯も合わせてデビュー。
- 6月 - 「Dev-b」がデビュー。
- 8月 - 「Dev-c」がデビュー[10]。
- 10月 - 「Dev-d」がデビュー。
- 10月9日 - 1回目のファンミーティングが秋葉原和堂で開催。[11]
- 12月 - TV番組『ぷみぷみVEE』がTOKYO MXでスタート[12]。

### 2023年
- 4月 - 「Dev-e」がデビュー[13][14]。
- 8月 - 「Dev-f」がデビュー[15][16][17]。
- 11月12日 - 2回目のファンミーティングが新宿のLOFT/PLUS ONEで開催。[18]
- 11月 - 「Dev-g」がデビュー。[19][20][21]

### 2024年
- 2月28日 - 大規模オフラインイベント「Merge」を開催。21日には、プレイベントを配信していた[22][23][24]。これまで、デビュータイミングが同じタレントを「Dev-*」と呼称してグループ分けしていたが、このイベントを機に、それらの呼称は使用されなくなった[25]。全体オリジナル楽曲「絶対零度の世界から」リリース。ファンコミュニティ「VEELLAGE」を開設[26][27]。
- 4月24日 - 天籠りのん、安心院みさ、音門るき、トゥルシー・ナイトメアとアーリオ・オーリオ・エ・ペペロンチーノとのコラボ楽曲「渋谷の街の桜の丘で」をリリース。[28][29]
- 8月9日 - 夏企画 #VEEちサマーの一環でオリジナル楽曲「Golden Rays」をリリース。[30][31]
- 9月28日、29日 - 3回目のファンミーティングが千代田区のLIFORK AKIHABARA IIで開催。[32]
- 10月26日 - プラネタリウムでの音楽イベント「VEE Presents “Seek the Brilliance”」を開催。[33][34][35]
- 10月28日 - 「VEE Station!」Vol.28にて広報スタッフの華灯が退職、卒業を発表[36]。

### 2025年
- 3月21日 - オリジナル楽曲「アウトラージュ」をリリース。24日にミュージックビデオを公開。[37][38][39]
- 3月24日 - 2nd CONCEPT LIVE「Conflict」を開催。[40]
- 6月27日 - バーチャルタレントオーディション開催を発表。[41][42]

## 所属メンバー
|       | メンバー                                                 | 出典                 | 卒業メンバー                                   | 注釈    |
| ----- | -------------------------------------------------------- | -------------------- | ---------------------------------------------- | ------- |
| Dev-a | トゥルシー・ナイトメア、音門るき、秋雪こはく、雛星あいる | [ 3 ] [ 43 ]         | 九条林檎                                       | [ * 1 ] |
| Dev-b | 桜鳥ミーナ、日和ちひよ                                   | [ 4 ]                | 神童児丫子、漣とあ、白粉いと、ミュウ・ガルシア | [ * 2 ] |
| Dev-c | 亞⽣うぱる、⾔のハ、るみなす・すいーと                   | [ 10 ] [ 5 ] [ 6 ]   | 蒼宮よづり、糶                                 | [ * 3 ] |
| Dev-d | 偉雷アマエ、北⽩川かかぽ                                 | [ 7 ] [ 8 ] [ 44 ]   | ゆりかわゆん                                   | [ * 4 ] |
| Dev-e | 雨庭やえ、月白累、黒燿リラ                               | [ 13 ]               |                                                |         |
| Dev-f | 天籠りのん、甘楽デイティー                               | [ 15 ] [ 16 ] [ 17 ] | 安心院みさ                                     | [ * 5 ] |
| Dev-g | 浮々ゆにこ、羽澄さひろ、緋墨、芽々守あん                 | [ 19 ] [ 20 ] [ 21 ] |                                                |         |

### 移籍（加入）
- ソニー・ミュージックレーベルズとHelixesの共同VtuberプロジェクトVERSEnから、アルバ・セラ、カガセ・ウノ、カシ・オトハ、ヒトシロ・イツキ、マル・ナナモナの5名が、2024年4月2日にマネジメント移籍[45]。

### 卒業メンバー
- 神童児丫子 ‐ 2022年8月12日[46]
- 漣とあ - 2022年12月31日[47][48]
- 糶 ‐2023年10月9日[49]
- ゆりかわゆん‐2024年3月31日、個人勢になる[50]
- 九条林檎 ‐ 2024年4月30日、個人勢となる[51][52]。
- 白粉いと - 2024年6月28日、個人勢となる[53]
- ミュウ・ガルシア ‐ 2024年11月16日[54]
- ヒトシロ・イツキ ‐ 2024年12月18日卒業[55]。
- 蒼宮よづり ‐ 2024年12月21日、個人勢となる[56]。
- 安心院みさ ‐ 2025年3月31日に卒業し、独立[57]。

## ディスコグラフィ
| 曲名               | リリース日    | レーベル                  | 注釈                                                        | 出典         |
| ------------------ | ------------- | ------------------------- | ----------------------------------------------------------- | ------------ |
| 絶対零度の世界から | 2024年2月28日 | Sony Music Labels Inc.    | 作曲・プロデュース:草野華余子 作詞:ヒグチアイ 編曲:堀江晶太 | [ 9 ] [ 58 ] |
| Golden Rays        | 2024年8月9日  | The Social Creators Label |                                                             | [ 59 ]       |
| アウトラージュ     | 2025年3月21日 | VEE                       |                                                             | [ 60 ]       |

## イベント
- VEE オフィシャルファンミーティング vol.1 - (秋葉原和堂、2022年10月9日)[61]
- VEE オフィシャルファンミーティング vol.2 - (LOFT/PLUS ONE、2023年11月12日)[62]
- VEE CONCEPT LIVE Merge - (Zepp Shinjuku (TOKYO)、2024年2月28日)
- VEE オフィシャルファンミーティング vol.3 - (LIFORK AKIHABARA II、2024年9月28日、29日)[63]
- VEE Presents “Seek the Brilliance”  - (ギャラクシティ まるちたいけんドーム、仙台市天文台、2024年10月26日)[64]
- VEE 2nd CONCEPT LIVE Conflict -  (Zepp DiverCity (TOKYO) 、2025年3月24日)

## 公式番組
- ぷみぷみVEE - （2022年12月2日 - 2023年3月3日）
- ミュウ・ガルシアのモラード放送局「プリン（セ）スの部屋！」 - （2023年6月22日 - 2023年12月21日）
- 渡辺タスクアワー「VEE Station!」 - （2024年4月1日 - ）

## 出演
- ぷみぷみVEE - TOKYO MX（2022年12月2日 - 2023年3月3日）[65]

## 特筆事項
- 2025年1月31日、北白川かかぽは学術雑誌『地球・宇宙・未来』に「バーチャルサイエンスコミュニケータとして生きるーVTuber × サイエンスコミュニケーションの可能性ー」を特別寄稿[66][67]。
- 北白川かかぽは、経済産業省が進める令和4年度「未来の教室」実証事業（テーマB）に採択された学術系Vtuberユニット・まなぶいのメンバーの一人である[68][69]。